# Le Chant du monde (roman)
Pour les articles homonymes, voir Le Chant du monde.
Le Chant du monde est un roman de Jean Giono publié en 1934 aux éditions Gallimard.
Le roman, large et lyrique, a pour cœur la fusion de la nature et des personnages, mais il se présente aussi comme une épopée, une nouvelle guerre de Troie, où la fraternité des hommes l'emporte après les combats et les violences dans un parcours mythique centré sur le fleuve rêvé. L'imagination créatrice de Giono y est constamment sensible à travers la force des descriptions et des métaphores comme à travers le symbolisme du passage des saisons, de l'automne où l'action commence au printemps victorieux et sensuel après l'hiver du mal et du temps suspendu.

## Résumé
La première partie (9 chapitres et 130 pages) a pour centre la quête du besson disparu : À l'automne, Matelot, vieux bûcheron père du « besson » (jumeau dont le frère est mort), et Antonio le pêcheur remontent de chaque côté du fleuve à la recherche du fils disparu pendant l'été et apprennent le nœud de l'histoire : l'enlèvement par le besson de Gina, la fille de Maudru, maître du haut pays et des troupeaux de taureaux. Cet enlèvement enclenche une « guerre de Troie » : poursuivi par les chiens et les hommes de Maudru, le besson tue le neveu à qui Gina était promise.
La deuxième partie (7 chapitres et 120 pages) montre le temps arrêté par l'hiver au pays Rebeillard avec l'enterrement du neveu de Maudru, les retrouvailles du trio chez Toussaint, le guérisseur bossu, allié de la famille, le bonheur d'Antonio auprès de Clara, jeune accouchée aveugle rencontrée dans le périple de la première partie, et la brusque annonce du meurtre de Matelot, assassiné lors d'une fête du village par les bouviers de Maudru.
La troisième partie beaucoup plus courte (3 chapitres et 23 pages) commence par l'expédition punitive violente du besson et d'Antonio qui veulent venger la mort de Matelot : ils incendient la ferme de Maudru puis reviennent apaisés en naviguant avec un radeau sur le fleuve, ramenant Gina la jeune et Clara, les femmes aimées avec eux. Le roman s'achève sur le sacre du printemps dans le pays du sud où la présence des femmes s'associe à la vie victorieuse pour une renaissance.

## Titre et genèse
Giono avait dès 1925 créé l'expression « le chant du monde » en se référant au poète Walt Whitman qu'il admirait et dans un texte du 17 juin 1932 et repris à la fin de Solitude de la pitié sous le titre Le Chant du monde. Giono y avait indiqué : « Il y a bien longtemps que je désire écrire un roman dans lequel on entendrait chanter le monde (et ferait) percevoir le halètement des beaux habitants de l’univers ».
Giono travaille pendant plusieurs années à son projet en écrivant plusieurs versions successives du roman. En septembre 1933, il achève Le Chant du monde qui paraît du 1er mars au 15 avril 1934, en feuilleton dans la Revue de Paris avec le sous-titre « I. Le besson aux cheveux rouges », préfigurant une suite, qu'il n'écrira pas. Le livre publié chez Gallimard le 16 mai 1934 reçoit un accueil enthousiaste : ainsi Louis Aragon voit en Jean Giono « le seul poète de la nature » et Marcel Arland dans La NRF, comme Eugène Dabit dans la revue Europe, salue la réussite du livre. Un projet de film est envisagé et Giono tire un scénario de son roman en 1941, mais le film ne sera pas tourné : une version cinématographique sera réalisée, sans lui, en 1965, par Marcel Camus, puis Giono tirera de son roman une pièce de théâtre presque achevée en 1958, Le Cheval fou, qui sera publiée par Gallimard en 1974.
Le titre du livre en donne la portée : comme le résume Jean-Paul Savignac, « le monde naturel participe de l'action des hommes, à moins que ce ne soit, à l'inverse, les éléments qui influent sur le comportement humain » et Pierre Citron, dans sa notice de l’édition de la Pléiade, souligne la force d'une « vision cosmique », qui donne au récit son « allure légendaire ».

## Éléments d'analyse

### Personnages
Trois personnages principaux se dégagent :
- Matelot, ancien marin (d'où son surnom), est un vieux bûcheron de 75 ans. Il est l'homme de la forêt qui n'aime qu'elle : il vit de l'exploitation des bois avec son fils, le seul qui lui reste. Le départ de Matelot à la recherche de son fils déclenche l'action du roman. Il meurt lâchement poignardé dans le dos.

- Le besson : défini par ce surnom (son frère jumeau est mort), il n'est nommé qu'une seule fois par son prénom, Danis : beau garçon « aux cheveux rouges » et séducteur. Il a enlevé Gina, la fille du maître du haut-pays destinée à un autre. Il est plein d'une énergie sauvage et d'une violence qui le mènent au meurtre pour se défendre puis à la vengeance par esprit filial.

- Antonio de l’île des Geais, le pêcheur, jeune homme vigoureux et fraternel, « homme du fleuve » mais aussi «Bouche d’or». Plein de sensualité, il sait dire les mots et séduire.

Ces trois personnages simples et frustes, fondus dans le milieu naturel, constituent un clan solidaire, mais en fait le trio se décline plutôt en couples fraternels successifs comme dans Un de Baumugnes ou dans Solitude de la pitié (1re nouvelle) : c'est d'abord Matelot et Antonio, unis dans la quête du besson. C'est ensuite le besson et Antonio, poursuivant ensemble la vengeance jusqu'à la renaissance finale.
On rencontre aussi le personnage de Maudru, seigneur puissant et dominateur dont la familiarité avec ses bêtes (taureaux, chiens) est à la fois mystérieuse et inquiétante : il s'oppose violemment au groupe venu du bas-pays et constitue une sorte de figure du tyran antique ou de l'ogre des contes.
Une galerie de personnages secondaires anime également le roman avec les femmes : Clara la jeune accouchée aveugle dont Antonio devient amoureux et Gina la jeune, porteuses de vie et de sensualité, ou encore Toussaint, le guérisseur contrefait aux pouvoirs quasi magiques et le brutal neveu de Maudru. Enfin des silhouettes donnent du réalisme à l’œuvre qui évoque un monde rural d'outre-temps (bouviers, charron, bourgeois, malades en pèlerinage près du guérisseur).

### Approches de lecture
Plusieurs aspects du roman se juxtaposent :
- Un roman épopée, sorte de « guerre de Troie » où s'illustre la fraternité virile des combats entre deux groupes après l'enlèvement de la jeune femme par le clan adverse, avec des scènes référentielles comme l'embrasement final du domaine de Maudru qui décalque la destruction de Troie ou le retour au pays d'origine qui évoque, avec le radeau, le retour d'Ulysse[9].

- Un roman d'aventure hors du temps, animé par des ressorts de violence primitive (le rapt, la solidarité, la vengeance) et de l'amour sensuel[10].

- Un roman métaphorique et mythique qui suit le rythme des saisons avec la quête mythique de l'enfant disparu et le personnage du tyran ou de l'ogre, qui habite le monde de l'hiver[8]. Le passage symbolique de la mort, du temps arrêté et de la fermeture à la renaissance du printemps[11] qui cherche à approcher « le mystère de la vie et du monde » qui, selon Giono, se vit à travers la fusion des êtres vivants, dont les hommes, et la nature.

- Un roman « panique », monde des sensations et de la profusion : Le Chant du monde est un hymne lyrique à la nature perçue par tous les sens : « Toutes les choses du monde arrivent à des endroits de mon corps », dit Gina (p. 266) et Jean Giono rend cette perception multi-sensorielle tout au long du roman, qu'il s'agisse de la vue : « Dans les forêts métalliques et solides le vent ne pouvait pas remuer un seul rameau ; il faisait seulement jaillir sur l’embrasement blanc des embruns d’étincelles », de l’ouïe : « Le tonnerre roulait ses grosses pièces de bois dans tous les vallons de la montagne » (p. 260), et plus encore de l'odorat : « une autre odeur venait aussi, avivée et pointue, puis soyeuse elle restait dans le nez […]. C'était l'odeur des mousses chevrillones » (p. 14), du toucher : « Il entra de son seul élan dans le gluant du courant. » (p. 24) ou du goût. La page 79 illustre parfaitement cette sensualité totale qui fait la vie les personnages : « Elle peut toucher le fleuve, pas seulement avec la main mais avec toute sa peau. […] Elle sentira l'odeur de l'eau, l'odeur de la forêt, l'odeur de la sève quand Matelot abattra les arbres autour de son campement. Elle entendra craquer les arbres qui tombent et le bruit de la hache, et Matelot qui criera pour prévenir que l'arbre va tomber à droite et puis tout de suite après l'odeur des branches vertes et de sève. » (p. 79). Un lyrisme de la profusion naît ainsi de cette volonté de sentir le monde dans sa totalité, donnant au roman une esthétique baroque revendiquée[12].

Giono crée aussi une géographie imaginaire, rêvée à partir de la Haute-Durance, où dominent la nature et le monde sauvage avec lesquels les personnages sont en fusion : ils font réellement « corps » avec la nature : « Je suis printemps », dit par exemple Gina (p. 266). La surabondance des métaphores ne constitue pas une recherche de style, pas plus que la nature n'est un décor de l'action : tout concourt à exprimer de cette fusion des hommes et du monde dans lequel ils s'inscrivent. Le milieu est humanisé : « Le fleuve roulait à coup d'épaules à travers la forêt » (incipit), « Une lointaine forêt gémissait et parlait avec des mots de rêve » (p. 92), « Les bœufs dansaient » (p. 57) ; les hommes sont fondus dans la nature (« Il commença ses grandes brasses d'aigle » (p. 35), « Cette fois on l'avait, l'homme-renard » (p. 149).

### Narration
La narration montre un narrateur omniscient qui explicite le comportement des personnages (ex. : « Il se mit à penser au besson qui était peut-être mort » (p. 14), « Il pensait qu'il allait prendre Clara dans ses bras et qu'il allait se coucher sur la terre avec elle » (dernière phrase). Elle conjugue récits (la rencontre de Clara et la naissance (p. 38 et suivantes), la poursuite du besson (p. 144 et suivantes), l'incendie du domaine Maudru et la bagarre (p. 252-258), descriptions (le fleuve et la forêt (p. 28-31), l'hiver au pays Rebeillard (p. 138-140), le paysage sous la pluie de fin d'hiver (p. 210) et dialogues fréquents qui recherchent une authenticité profonde par une invention verbale que soulignent les mots et les tournures populaires (ex. : « – Viens, dit Matelot en le tirant par le bras, on s'en va nous autres. » (p. 88) ; « – Qu'est-ce que je fous ici sur terre? demanda Antonio. » (p. 219).

## Éditions françaises
- Paris, Gallimard, coll. « Blanche », 1934
- Paris, Gallimard, coll. « Le Livre de poche » no 1059, 1963
- Paris, Gallimard, coll. « Folio » no 5, 1971
- Dans Œuvres romanesques complètes, tome 2, Paris, Gallimard, coll. « Bibliothèque de la Pléiade » no 237, 1972
- Paris, Gallimard, coll. « Folio » no 872, 1976

## Adaptations

### Au cinéma
- 1965 : Le Chant du monde, film français réalisé par Marcel Camus, avec Hardy Krüger, Charles Vanel et Catherine Deneuve

### Au théâtre
- Adaptation pour la scène par Giono sous le titre Le Cheval fou, Paris, Gallimard, coll. « Le Manteau d'Arlequin », 1974

### En bande dessinée
- 2019 : Le Chant du monde, bande dessinée de Jacques Ferrandez, Paris, Gallimard bande dessinée, coll. « Fétiche »  (ISBN 978-2-07-510962-8)